# Ратсхаузен
Ратсхаузен (нем. Ratshausen) — община в Германии, в земле Баден-Вюртемберг. 
Подчиняется административному округу Тюбинген. Входит в состав района Цоллернальб.  Население составляет 768 человек (на 31 декабря 2010 года). Занимает площадь 5,77 км².